# Nocloa alcandra
Nocloa alcandra är en fjärilsart som beskrevs av Druce 1890. Nocloa alcandra ingår i släktet Nocloa och familjen nattflyn. Inga underarter finns listade i Catalogue of Life.